# Iris Enthoven
Iris Enthoven (Bussum, 8 maart 1994) is een Nederlandse presentatrice en youtuber. Zij is te zien op de YouTubekanalen Concentrate Bold en Concentrate Velvet van RTL en de muziekzender XITE, New Wave (Talpa) en Roadtrippers (StukTV).

## Loopbaan
Tijdens de middelbare school aan het Willem de Zwijger College danste Enthoven aan de vooropleiding van Dansacademie Lucia Marthas. Daarnaast volgde zij toneellessen aan de Jaargang van Kemna.
In mei 2016 behaalde Enthoven haar diploma Economics and Business aan de Universiteit van Amsterdam en sinds 9 juli 2020 heeft zij ook een master Digital Marketing behaald. Naast haar studie deed zij journalistieke ervaring op door te schrijven voor het online jongerentijdschrift Spunk, onderdeel van VICE.
Hierna volgde Enthoven een opleiding aan de TV Academy. In april 2016 deed zij mee aan de Xite Zoekt Vlogger-wedstrijd. Ze werd verkozen tot de nieuwe presentatrice van de muziekzender. Gedurende de zomerperiode van 2016 presenteerde ze festivalverslagen.
Van 2017 tot 2019 was Enthoven een van de vaste gezichten van de online RTL-platforms Concentrate Bold en Concentrate Velvet. Hier bedacht ze inhoud voor en presenteerde ze onder andere de programma's Untrained, The Pick Up Line, Big Bang BOLD. In 2017 presenteerde Enthoven de XITE Awards in de Melkweg in Amsterdam. Enthoven was in 2019, 2020 en 2022 te zien in de serie Roadtrippers op StukTV. Sinds 2021 werkt ze bij Radio 538. In 2022 was Enthoven, samen met Victor Abeln, te zien in een aflevering van De gevaarlijkste wegen van de wereld. Ook deed ze dat jaar mee aan Kamp Van Koningsbrugge.
In augustus 2022 was de eerste uitzending van Vrouwmibo de podcast, met Nina Warink, Iris Enthoven & Sophie Milzink. De podcast zat bij de laatste vijf genomineerden in de categorie lifestyle bij de Dutch Podcast Awards 2022.
In 2023 was Enthoven een van de deelnemers aan het 23e seizoen van het RTL 4-programma Expeditie Robinson, ze viel als dertiende af en eindigde daarmee op de achtste plaats.
In 2025 doet Enthoven samen met Floris Göbel mee aan het Videoland-programma Het Jachtseizoen: Most Wanted.

### Bestseller 60
| Boeken met noteringen in de Nederlandse Bestseller 60 | Jaar van verschijnen | Datum van binnenkomst | Hoogste positie | Aantal weken | Opmerkingen |
| ----------------------------------------------------- | -------------------- | --------------------- | --------------- | ------------ | ----------- |
| Held in eigen verhaal                                 | 2025                 | 02-07-2025            | 14              | 8*           |             |